# وينتر غوردون
وإسمها الحقيقي ديانا إيفا باريس غوردون (بالإنجليزية: Diana Eve Paris Gordon) وهي مغنية وكاتبة أغاني بوب أمريكية ولدت في يوم 25 أغسطس 1985 في مدينة كوينز في نيويورك سيتي في ولاية نيويورك في الولايات المتحدة، غنت مع فلو رايدا وديفيد جوتا.

## روابط خارجية
- وينتر غوردون على موقع IMDb (الإنجليزية)
- وينتر غوردون على موقع ميوزك برينز (الإنجليزية)
- وينتر غوردون على موقع أول ميوزيك (الإنجليزية)
- وينتر غوردون على موقع أول ميوزيك (الإنجليزية)
- وينتر غوردون على موقع ديسكوغز (الإنجليزية)
- وينتر غوردون على موقع ديسكوغز (الإنجليزية)